# Eponisia macula
Eponisia macula är en insektsart som beskrevs av Tsaur, Yang och Wilson 1986. Eponisia macula ingår i släktet Eponisia och familjen Meenoplidae. Inga underarter finns listade i Catalogue of Life.